# Iglesia de la Bordadita
Iglesia de la Bordadita es un templo de culto católico bajo la advocación de la  Virgen de La Bordadita. Se encuentra en la localidad de la Candelaria al lado de la sede principal de la Universidad del Rosario donde funciona como capilla de la Universidad. Aquí es donde se encuentran los sepulcros de personas que participaron en la fundación y evolución de la Universidad del Rosario que son: Cristóbal de Torres; (fundador de dicha Universidad), Rafael María Carrasquilla, José Vicente Castro Silva, José Celestino Mutis, y José María del Castillo Rada (presidente de Colombia en 1821 y 1828).